# Obersulm
Obersulm è un comune tedesco di 13 876 abitanti, situato nel land del Baden-Württemberg.